# Clinosperma vaginata
Clinosperma vaginata är en enhjärtbladig växtart som först beskrevs av Adolphe-Théodore Brongniart, och fick sitt nu gällande namn av Pintaud och William John Baker. Clinosperma vaginata ingår i släktet Clinosperma och familjen Arecaceae. Inga underarter finns listade i Catalogue of Life.